# Rudolf Brugger
Rudolf Brugger (* 5. August 1862 in Hüfingen, Großherzogtum Baden; † 1930 in München) war ein deutscher Sanitätsoffizier.

## Leben
Beförderungen
- 1. September 1885: Assistenzarzt
- 26. Oktober 1890: Stabsarzt
- 1. Oktober 1899: Oberstabsarzt im Rang eines Hauptmanns
- 18. April 1900: Oberstabsarzt im Rang eines Majors
- 22. März 1907: Generaloberarzt
- 1. Oktober 1912: Generalarzt

Rudolf Brugger, Sohn des Oberlehrers, später Hauptlehrer, Johann Martin Brugger, studierte ab dem 23. Oktober 1880 am Medicinisch-chirurgischen Friedrich-Wilhelms-Institut in Berlin Medizin. 1881 wurde er im Pépinière-Corps Suevo-Borussia recipiert. Zum 30. September 1884 an die Charité kommandiert, konnte er an der 
Friedrich-Wilhelms-Universität zu Berlin am 26. Juni 1885 seine Promotion zum Dr. med. abschließen.
Er wurde beim 1. Badischen Leib-Dragoner-Regiment Nr. 20 zum Assistenzarzt befördert. Ende 1889 kam er als Assistenzarzt erster Klasse von dort zum 3. Badischen Dragoner-Regiment „Prinz Karl“ Nr. 22. Seit 1890 beim 2. Badischen Dragoner-Regiment Nr. 21, wurde er im Oktober desselben Jahres Bataillonsarzt des Jäger-Bataillons 10. 1904 erhielt er als Regimentsarzt des Feldartillerie-Regiments 63 den Roten Adlerorden 4. Klasse und 1914 als Korpsarzt den Roten Adlerorden 3. Klasse mit der Schleife. Später wurde er Divisionsarzt bei der 22. Division. Ab 1. Oktober 1912 war er als Korpsarzt beim XI. Armee-Korps in Kassel eingesetzt und kam an den östlichen und westlichen Kriegsschauplatz des Ersten Weltkriegs zum Einsatz. Im Frühjahr 1915 wurde er Korpsarzt des VII. Armee-Korps unter General Hermann von François. 1913 erhielt er, wieder Korpsarzt des XI. Armee-Korps, das Komturkreuz 2. Klasse des Hausordens und 1916 den Militärverdienstorden (Bayern) III. Klasse mit der Krone und mit Schwertern. Im September 1916 kam er als Armeearzt zur Armeeabteilung Scholtz. Er wurde später Armeearzt der 6. Armee unter Otto von Below und erlebte in dieser Position das Kriegsende.
Wenige Jahre nach seiner Pensionierung übersiedelte er nach München. Dort starb er nach längerer Krankheit mit 68 Jahren. Verheiratet war er seit dem 4. Mai 1895.
1903 wurde er Mitglied der Senckenberg Gesellschaft für Naturforschung.